# 진생
진생(陳生, ? ~ ?)은 중국 후한 말의 인물이다. 혼란에 빠진 형주에서 할거하던 세력 중 하나였는데 유표에게 투항하였다.

## 생애
190년(초평 원년) 동탁의 난이 터져 중앙 권력이 약해지고 형주자사 왕예도 손견에게 살해당하면서 토호들이 저마다 할거하였다. 진생과 장호(張虎)는 강하를 근거지로 활동하였다. 왕예의 후임으로 부임한 유표는 괴월의 계략에 따라 각 토호의 영수들을 유인하여 처단하고 그 휘하 무리를 흡수하였다. 오직 진생과 장호만이 양양을 끼고 버텼는데 괴월과 방계(龐季)의 설득에 항복하였다. 이로써 유표가 형주를 평정하였다.

## 삼국지연의
사서가 아닌 소설 《삼국지연의》에서는 양양 사람에 황조의 휘하 장수로 등장한다. 손견이 원술의 편지를 받고 군을 일으켜 유표를 공격한다. 양양을 향해 쇄도해오는 손견군을 황조가 영격한다. 장호가 나서 한당과 삼십여 합을 겨루는데 진생이 말달려 도우려 한다. 이에 손책이 쏜 화살이 얼굴에 맞아 전사한다.

## 참고 문헌
- 사마표, 《전략》(戰略) ; 배송지 주석, 《삼국지》6권 위서 제6 유표에서 인용